# پیمان بریان–کلوگ
پیمان بریان–کلوگ یا پیمان پاریس در ۲۷ اوت ۱۹۲۸ توسط ۹ دولت به امضا رسید. نام رسمی این پیمان، پیمان همگانی برای خودداری از جنگ است. پیشگامان آن فرانک کلوگ، وزیر خارجهٔ ایالات متحدهٔ آمریکا و آریستید بریان، وزیر خارجهٔ فرانسه بودند و در ۱۹۳۰ کمابیش همهٔ دولت‌ها آن را پذیرفتند. این پیمان، جنگ را به عنوان وسیلهٔ حل کشمکش‌های بین‌المللی محکوم کرد و توسل به جنگ را برای نیل به مقاصد سیاسی ممنوع اعلام کرد.

## امضاکنندگان و حمایت‌کنندگان
۹ دولت امضا کننده عبارت بودند از آلمان، ایتالیا، ایالات متحدهٔ آمریکا، بریتانیا، بلژیک، چکسلواکی، ژاپن، فرانسه، لهستان.

پیمان پاریس در ۲۴ ژوئیه ۱۹۲۹ لازم‌الاجرا گردید. متعاقب این تاریخ دولت‌های افغانستان، جمهوری آلبانیا، اتریش، تایوان، کوبا، دانمارک، جمهوری دومینیکن، مصر، استونی، اتیوپی، فنلاند، گواتمالا، پادشاهی مجارستان، لتونی، لیبریا، لیتوانی، هلند، نیکاراگوئه، نروژ، پاناما، پرو، اتحاد جماهیر شوروی سوسیالیستی، پادشاهی یوگسلاوی، تایلند، سوئد، ترکیه و چند دولت دیگر حمایت و الحاق قطعی خود را به این پیمان اعلام کردند. ۸ دولت دیگر، از جمله ایران، یونان، هندوراس، شیلی، لوکزامبورگ، گدانسک، کاستاریکا، ونزوئلا بعد از این تاریخ به پیمان پیوستند. هرچند در سال ۱۹۳۹ تعداد متعاهدینی که پیمان بریان–کلوگ را مورد تصویب و الحاق قرار داده بودند به ۶۳ کشور رسید اما برای اجرای تعهد ناشی از آن یا انجام مذاکره میان دولت‌های عضو در موارد شکستن پیمان، چیزی پیش‌بینی نشده بود.‏

## اصل عدم توسل به زور
در دوران حیات جامعهٔ ملل سنگ بنای اصل عدم توسل به زور و تحریم جنگ در روابط با یکدیگر توسط امضاکنندگان این پیمان بنا نهاده شد. ممنوعیت توسل به زور اشاره شده در این پیمان یک ممنوعیت مطلق است و این پیمان از میثاق جامعهٔ ملل مستقل است.

### آثار
اگرچه این پیمان نتوانست مانع حملهٔ ژاپن به منچوری و بندر پرل هاربر در ۱۹۴۱، حملهٔ ایتالیا به اتیوپی در ۱۹۳۵، جنگ زمستان بین اتحاد جماهیر شوروی و فنلاند در ۱۹۳۹، حمله به لهستان در ۱۹۳۹ و مداخلهٔ ایالات متحده در آمریکای مرکزی گردد اما تا به امروز همواره معتبر و قابل اجرا بوده‌است. از دیگر آثار این پیمان بهبود روابط بین کشورهای اروپایی بود تا جایی که عده‌ای زمینه را برای تبلیغات پان‌اروپایی مناسب دیدند.